# Молодіжна збірна Індії з футболу
Молодіжна збірна Індії з футболу — національна молодіжна футбольна збірна Індії, що складається у залежності від турніру із гравців віком до 19 або до 20 років. Вважається основним джерелом кадрів для підсилення складу основної збірної Індії. Керівництво командою здійснює Всеіндійська футбольна федерація.
Команда має право участі у Юнацькому кубку Азії до 19 років, у випадку успішного виступу на якому може кваліфікуватися на молодіжний чемпіонат світу до 20 років. Також може брати участь у товариських і регіональних змаганнях, зокрема у  юнацьких кубках Південної Азії.

## Виступи на міжнародних турнірах

### Чемпіонат світу U-20
| Статистика молодіжних чемпіонатів світу | Статистика молодіжних чемпіонатів світу | Статистика молодіжних чемпіонатів світу | Статистика молодіжних чемпіонатів світу | Статистика молодіжних чемпіонатів світу | Статистика молодіжних чемпіонатів світу | Статистика молодіжних чемпіонатів світу | Статистика молодіжних чемпіонатів світу | Статистика молодіжних чемпіонатів світу |
| Господар / Рік                          | Результат                               | Місце                                   | І                                       | В                                       | Н*                                      | П                                       | Г+                                      | Г-                                      |
| --------------------------------------- | --------------------------------------- | --------------------------------------- | --------------------------------------- | --------------------------------------- | --------------------------------------- | --------------------------------------- | --------------------------------------- | --------------------------------------- |
| Чемпіонат світу (U-20) ФІФА             |                                         |                                         |                                         |                                         |                                         |                                         |                                         |                                         |
| 1977 до 2005                            | не кваліфікувалася                      | не кваліфікувалася                      | не кваліфікувалася                      | не кваліфікувалася                      | не кваліфікувалася                      | не кваліфікувалася                      | не кваліфікувалася                      | не кваліфікувалася                      |
| Чемпіонат світу U-20                    |                                         |                                         |                                         |                                         |                                         |                                         |                                         |                                         |
| 2007 до 2025                            | не кваліфікувалася                      | не кваліфікувалася                      | не кваліфікувалася                      | не кваліфікувалася                      | не кваліфікувалася                      | не кваліфікувалася                      | не кваліфікувалася                      | не кваліфікувалася                      |
| Усього                                  | 0/24                                    |                                         | 0                                       | 0                                       | 0                                       | 0                                       | 0                                       | 0                                       |

### Юнацький (U-19) кубок Азії з футболу
| Статистика на юнацьких кубках Азії | Статистика на юнацьких кубках Азії | Статистика на юнацьких кубках Азії | Статистика на юнацьких кубках Азії | Статистика на юнацьких кубках Азії | Статистика на юнацьких кубках Азії | Статистика на юнацьких кубках Азії | Статистика на юнацьких кубках Азії | Статистика на юнацьких кубках Азії |
| Господар / Рік                     | Результат                          | Місце                              | І                                  | В                                  | Н*                                 | П                                  | Г+                                 | Г-                                 |
| ---------------------------------- | ---------------------------------- | ---------------------------------- | ---------------------------------- | ---------------------------------- | ---------------------------------- | ---------------------------------- | ---------------------------------- | ---------------------------------- |
| 1959 до 1962                       | відмовилися від участі             | відмовилися від участі             | відмовилися від участі             | відмовилися від участі             | відмовилися від участі             | відмовилися від участі             | відмовилися від участі             | відмовилися від участі             |
| 1963                               | груповий етап                      | 7-е                                | 5                                  | 2                                  | 1                                  | 2                                  | 6                                  | 5                                  |
| 1964                               | груповий етап                      | 6-е                                | 3                                  | 0                                  | 2                                  | 1                                  | 1                                  | 4                                  |
| 1965                               | груповий етап                      | 7-е                                | 4                                  | 1                                  | 1                                  | 2                                  | 3                                  | 6                                  |
| 1966                               | чвертьфінали                       | 5-е                                | 5                                  | 3                                  | 0                                  | 2                                  | 9                                  | 7                                  |
| 1967                               | чвертьфінали                       | 7-е                                | 3                                  | 1                                  | 1                                  | 1                                  | 7                                  | 8                                  |
| 1968                               | груповий етап                      | 11-е                               | 3                                  | 1                                  | 0                                  | 2                                  | 4                                  | 4                                  |
| 1969                               | відмовилися від участі             | відмовилися від участі             | відмовилися від участі             | відмовилися від участі             | відмовилися від участі             | відмовилися від участі             | відмовилися від участі             | відмовилися від участі             |
| 1970                               | відмовилися від участі             | відмовилися від участі             | відмовилися від участі             | відмовилися від участі             | відмовилися від участі             | відмовилися від участі             | відмовилися від участі             | відмовилися від участі             |
| 1971                               | чвертьфінали                       | 6-е                                | 4                                  | 2                                  | 1                                  | 1                                  | 5                                  | 5                                  |
| 1972                               | груповий етап                      | 11-е                               | 4                                  | 1                                  | 0                                  | 3                                  | 5                                  | 13                                 |
| 1973                               | груповий етап                      | 10-е                               | 3                                  | 0                                  | 2                                  | 1                                  | 1                                  | 2                                  |
| 1974                               | переможець                         | 1-е                                | 6                                  | 5                                  | 1                                  | 0                                  | 10                                 | 6                                  |
| 1975                               | груповий етап                      | 13-е                               | 4                                  | 1                                  | 1                                  | 2                                  | 5                                  | 6                                  |
| 1976                               | груповий етап                      | 5-е                                | 3                                  | 1                                  | 1                                  | 1                                  | 4                                  | 3                                  |
| 1977                               | чвертьфінали                       | 5-е                                | 3                                  | 1                                  | 0                                  | 2                                  | 5                                  | 8                                  |
| 1978                               | груповий етап                      | 6-е                                | 4                                  | 1                                  | 1                                  | 2                                  | 7                                  | 8                                  |
| 1980 до 1985                       | не кваліфікувалася                 | не кваліфікувалася                 | не кваліфікувалася                 | не кваліфікувалася                 | не кваліфікувалася                 | не кваліфікувалася                 | не кваліфікувалася                 | не кваліфікувалася                 |
| 1986                               | груповий етап                      | 6-е                                | 3                                  | 0                                  | 1                                  | 2                                  | 2                                  | 8                                  |
| 1988                               | відмовилися від участі             | відмовилися від участі             | відмовилися від участі             | відмовилися від участі             | відмовилися від участі             | відмовилися від участі             | відмовилися від участі             | відмовилися від участі             |
| 1990                               | груповий етап                      | 6-е                                | 3                                  | 1                                  | 0                                  | 2                                  | 3                                  | 7                                  |
| 1992                               | груповий етап                      | 8-е                                | 3                                  | 0                                  | 0                                  | 3                                  | 0                                  | 7                                  |
| 1994                               | відмовилися від участі             | відмовилися від участі             | відмовилися від участі             | відмовилися від участі             | відмовилися від участі             | відмовилися від участі             | відмовилися від участі             | відмовилися від участі             |
| 1996                               | груповий етап                      | 8-е                                | 4                                  | 0                                  | 1                                  | 3                                  | 2                                  | 6                                  |
| 1998                               | груповий етап                      | 10-е                               | 4                                  | 0                                  | 1                                  | 3                                  | 3                                  | 10                                 |
| 2000                               | не кваліфікувалася                 | не кваліфікувалася                 | не кваліфікувалася                 | не кваліфікувалася                 | не кваліфікувалася                 | не кваліфікувалася                 | не кваліфікувалася                 | не кваліфікувалася                 |
| 2002                               | чвертьфінали                       | 8-е                                | 4                                  | 1                                  | 0                                  | 3                                  | 2                                  | 14                                 |
| 2004                               | груповий етап                      | 13-е                               | 3                                  | 0                                  | 0                                  | 3                                  | 2                                  | 5                                  |
| 2006                               | груповий етап                      | 13-е                               | 3                                  | 0                                  | 1                                  | 2                                  | 3                                  | 7                                  |
| 2008 до 2018                       | не кваліфікувалася                 | не кваліфікувалася                 | не кваліфікувалася                 | не кваліфікувалася                 | не кваліфікувалася                 | не кваліфікувалася                 | не кваліфікувалася                 | не кваліфікувалася                 |
| 2020                               | не визначено                       | не визначено                       | не визначено                       | не визначено                       | не визначено                       | не визначено                       | не визначено                       | не визначено                       |
| Усього                             | 22/40                              | 1 перемога                         | 81                                 | 22                                 | 16                                 | 43                                 | 89                                 | 149                                |

### Юнацький (U-18) кубок Південної Азії з футболу
| Статистика на юнацьких кубках Південної Азії | Статистика на юнацьких кубках Південної Азії | Статистика на юнацьких кубках Південної Азії | Статистика на юнацьких кубках Південної Азії | Статистика на юнацьких кубках Південної Азії | Статистика на юнацьких кубках Південної Азії | Статистика на юнацьких кубках Південної Азії | Статистика на юнацьких кубках Південної Азії | Статистика на юнацьких кубках Південної Азії |
| Господар / Рік                               | Результат                                    | Місце                                        | І                                            | В                                            | Н*                                           | П                                            | Г+                                           | Г-                                           |
| -------------------------------------------- | -------------------------------------------- | -------------------------------------------- | -------------------------------------------- | -------------------------------------------- | -------------------------------------------- | -------------------------------------------- | -------------------------------------------- | -------------------------------------------- |
| 2015                                         | віце-чемпіон                                 | 2-е                                          | 4                                            | 2                                            | 2                                            | 0                                            | 6                                            | 1                                            |
| 2017                                         | бронзовий призер                             | 3-є                                          | 4                                            | 2                                            | 0                                            | 2                                            | 8                                            | 7                                            |
| 2019                                         | переможець                                   | 1-е                                          | 4                                            | 3                                            | 1                                            | 0                                            | 9                                            | 1                                            |
| Усього                                       | 3/3                                          | 1 перемога                                   | 12                                           | 7                                            | 3                                            | 2                                            | 23                                           | 9                                            |